# Serie D
Il campionato nazionale Serie D, colloquialmente abbreviato in Serie D, è una divisione dilettantistica, la quarta nonché ultima serie nazionale del campionato italiano di calcio, gestita dal Dipartimento Interregionale della Lega Dilettanti.

## Formula e regolamento
Le società partecipanti alla Serie D sono ripartite in 9 gironi organizzati in base a criteri geografici.
Per le situazioni di parità in classifica, a partire dalla stagione 2011-2012, viene utilizzato il criterio della classifica avulsa, mentre lo spareggio è previsto in caso di parità al primo posto o all'ultimo disponibile per raggiungere la salvezza o i playout: l'articolo 51 delle N.O.I.F. dispone che lo spareggio è da disputarsi in gara unica e campo neutro. Se tre o più squadre chiudono la stagione regolare in prima posizione, i risultati degli scontri diretti determinano quali sosterranno l'incontro.

### Promozioni in Serie C e Scudetto Serie D
La prima classificata di ogni girone è promossa in Serie C e accede allo Scudetto Serie D per l'assegnazione del titolo di Campione d'Italia della Lega Nazionale Dilettanti. Le squadre giunte dal secondo al quinto posto partecipano invece ai play-off, i cui vincitori affrontano le finaliste e una semifinalista della Coppa Italia Serie D. In tal modo, viene stilata una graduatoria delle eventuali candidate a subentrare in Serie C, nel caso di rinuncia o di mancata iscrizione al campionato.
- Scudetto Serie D: le nove squadre vengono divise in tre gironi da tre formazioni ciascuno, giocando due incontri, di cui uno in casa e l'altro in trasferta. Le tre vincenti dei gironi e la migliore seconda partecipano alle semifinali, con gare in gara secca così come la finale.

Per la finale è invece prevista l'immediata esecuzione dei rigori, qualora al termine dei 90' regolamentari il risultato sia in parità.
- Play-off: ogni turno viene disputato in gara unica. La seconda e la terza classificata sono ammesse, rispettivamente, alla finale e alla semifinale, mentre la quarta e la quinta si affrontano nel turno preliminare. In ogni partita la squadra con il miglior piazzamento nella stagione regolare gode del fattore campo e prevale in caso di parità al termine dei supplementari, non essendo previsti i rigori.

### Retrocessioni in Eccellenza
Per ogni girone sono previste 4 retrocessioni nel campionato di Eccellenza: le ultime due direttamente, le altre attraverso i play-out tra le squadre classificate dal terzultimo al sestultimo posto, sempre che il distacco in classifica non sia superiore a 7 punti.
Anche in questo caso non sono previsti i rigori e in caso di parità al 120' prevale la squadra che ha raggiunto la miglior posizione nella stagione regolare.

## Storia
L'antenata della Serie D non nasce, come da più parti erroneamente ritenuto, nel 1952 con la riforma del calcio italiano di quell'anno, ma nel 1948 con la riforma del campionato di Serie C, al quale partecipano un numero assolutamente sproporzionato di squadre, e con la contestuale istituzione della Promozione. In quell'anno, infatti, il presidente federale Ottorino Barassi propone di resettare la struttura della piramide calcistica italiana, riportandola, come già si era fatto nel 1935, alla situazione del 1929. Se però la Seconda Divisione, congegnata da Leandro Arpinati tra il 1928 e il 1929, perde nel giro di due anni il suo carattere interregionale per essere assegnata all'ambito regionale, nel 1948 Barassi vuole che la Promozione mantenga come quarta serie un respiro più ampio di quello localistico. Il campionato viene quindi gestito da tre diverse Leghe Interregionali, le stesse che si erano sobbarcate gli ultimi due tornei di Serie C. La manifestazione vuole riesumare non solo nel nome, ma anche nella sostanza quella Promozione che era stata soppressa nel 1922: il valore delle squadre cui vi partecipano nei due casi è infatti equivalente, essendo del tutto simile la numerosità delle società partecipanti alle categorie ad esse superiori.
Il campionato diviene poi la IV Serie nel 1952, quando le tre leghe vengono unificate in un'unica Lega Nazionale IV Serie che organizza 8 gironi. Nel 1957 una convulsa lotta di potere nella FIGC dà vita al Campionato Interregionale, mentre è del 1959 la nascita della vera e propria Serie D su 6 gironi gestiti dalla Lega Nazionale Semiprofessionisti di Firenze. Dal 1967 si passa a una formula a 9 gironi.
Nel 1978, con la riforma della Lega Nazionale Semiprofessionisti, la Serie C viene sdoppiata in Serie C1 e Serie C2 e il campionato di Serie D diventa il quinto livello del calcio italiano, il terzo semiprofessionistico, organizzato su 5 gironi. A partire dalla stagione 1981-1982 una riforma dei campionati porta alla trasformazione della Lega Nazionale Semiprofessionisti in Lega Nazionale Serie C, con C1 e C2 che diventano professionistiche, mentre la Serie D si trasforma nel Campionato Interregionale, strutturato su 12 gironi, e passa di competenza alla Lega Nazionale Dilettanti, che a sua volta ne demanda la gestione al Comitato Nazionale per l'Attività Interregionale costituito appositamente. Il campionato assume la configurazione a 162 squadre e 9 gironi a partire dalla riforma del 1992, anno in cui cambia nome in Campionato Nazionale Dilettanti (CND), per poi tornare al nome di Serie D nel 1999.
Con la riforma dei campionati della Lega Pro, a partire dalla stagione 2014-2015 la Serie D torna ad essere, come fino al 1978, il quarto livello del calcio italiano.

## Albo d'oro
Al termine delle stagioni tra il 1953 e il 1958 e a partire dal 1992, viene disputata una fase finale coinvolgente le squadre vincitrici di ogni girone che assegna un titolo nazionale di categoria. Il trofeo ha assunto in sequenza il nome di Scudetto IV Serie, Titolo di Lega Interregionale, Scudetto Dilettanti e infine Scudetto Serie D.
Fra il 1988 e il 1992, inoltre, si è disputata una poule ufficiale, denominata Trofeo Jacinto, che decretava il campione d'Italia Interregionale. La Lega Nazionale Dilettanti, tuttavia, non riconosce la competizione come uno scudetto di categoria, bensì come un titolo alternativo.

## Squadre partecipanti
Alle diverse edizioni disputate a partire dalla stagione 1948-1949 hanno partecipato un numero di squadre variabile da un minimo di 108 ad un massimo di 236. Tutte le 20 regioni italiane sono state rappresentate in Serie D da almeno una società, con l'aggiunta dei club esteri provenienti da San Marino.

## Statistiche e record
- Il record di partecipazioni appartiene al Cuneo con 47 stagioni disputate.
- Il record di partecipazioni consecutive (25) appartiene alla Fermana (dal 1959-60 al 1983-84); al 2025-2026 la "striscia" aperta più lunga è quella dell'Este (20, dal 2005/06).
- La regione che conta più partecipazioni è la Lombardia con 193 squadre.
- La regione che detiene il maggior numero di vittorie nello Scudetto di categoria è la Campania con 7.
- Nessuna squadra è mai riuscita a centrare nella stessa stagione lo Scudetto Serie D e la Coppa Italia Serie D, come in passato lo Scudetto Dilettanti e la Coppa Italia Dilettanti.
- La Juve Stabia, il Sorrento, il Como, il Perugia, il Pineto e il Trapani hanno vinto nella stessa stagione il proprio girone di Serie D e la Coppa Italia Serie D.
- La Lodigiani, il Montevarchi, il Varese e l'Astrea hanno vinto nella stessa stagione il girone di Serie D e la Coppa Italia Dilettanti.
- La Pro Vercelli è l'unica squadra già Campione d'Italia ad aver conquistato lo Scudetto Dilettanti.
- La stessa Pro Vercelli, il Venezia, il Siena, la Pro Patria, il Bari, l'Avellino, il Livorno e il Monza sono le uniche squadre ad aver disputato la Serie A e ad aver vinto lo Scudetto Dilettanti.
- Il Venezia è l'unica formazione ad avere in bacheca sia lo Scudetto Serie D sia la Coppa Italia maggiore.
- Il Bassano e la Viterbese sono le uniche formazioni ad avere in bacheca sia lo Scudetto Serie D sia la Coppa Italia Lega Pro.
- La San Felice Normanna è l'unica formazione ad aver vinto almeno un'edizione sia dello Scudetto Dilettanti sia della Coppa Italia Serie D, seppur in epoche diverse.
- Il Matera è l'unica formazione ad aver vinto almeno un'edizione sia del Trofeo Jacinto sia della Coppa Italia Serie D, seppur in epoche diverse.
- Il record di punti conquistati nella stagione regolare in un girone a venti squadre, è detenuto dal Piacenza, che nella stagione 2015-2016 ha ottenuto 96 punti in 38 partite,[9] con una media punti di 2,53.
- Il record di punti conquistati nella stagione regolare in un girone a diciotto squadre, che è il numero di club che comporrebbe ogni gruppo in assenza di iscrizioni in sovrannumero, è detenuto dal Trapani che ne ha totalizzati 94 nella stagione 2023-2024; la media punti di 2,76 costituisce il record assoluto della categoria.
- Il record di punti di margine sulla seconda classificata al termine della stagione è detenuto dal Catania, che nella stagione 2022-2023 ha distaccato il Locri di 31 punti.
- Il record assoluto di partite vinte consecutivamente lo detiene la Sicula Leonzio (15 vittorie di fila) nella stagione 2016-2017.
- Il record assoluto di vittorie iniziali consecutive lo detiene il Thiene Valdagno (12 vittorie di fila) nella stagione 1998-1999.
- Le squadre che sono riuscite ad ottenere la promozione senza aver subito sconfitte sono Gioventù Brindisi e Licata nella stagione 1981-1982 (30 partite), Fasano nel 1992-1993 (34 partite), Biellese-Vigliano nel 1996-1997 (34 partite), Maceratese nel 2014-2015 (34 partite), Parma nel 2015-2016 (38 partite) e Trapani nel 2023-2024 (34 partite).
- Il record di spettatori in una partita di Serie D si è registrato il 25 aprile 1966 durante la gara Massiminiana-Paternò. L'incontro, valido per la stagione 1965-1966 e terminato con il risultato di 0-0, è stato disputato allo stadio Cibali di Catania di fronte a 25 000 spettatori, di cui 10 000 provenienti da Paternò.[10] La stessa partita segnò una data fondamentale nella vita di uno dei giocatori in campo: l'allora neo-diciottenne Pietro Anastasi, la cui prestazione venne seguita anche dal direttore sportivo del Varese, Alfredo Casati, rimasto nella città siciliana dopo aver seguito l'incontro Catania-Varese e che aveva ritardato il ritorno per lasciare il posto in aereo ad una donna prossima al parto.[11] Casati ottenne il trasferimento di Anastasi a Varese, dando inizio a una lunga e fortunata carriera da professionista, che gli consentì di giocare per molti anni in Serie A e nella nazionale italiana.[11]
- Il Catania detiene il record di abbonamenti venduti in una sola stagione: 11 427 nel 2022-2023.[12]

## Loghi

Logo della Serie D utilizzato dal 1999 al 2009
Logo della Serie D utilizzato dal 2009 al 2017
Logo della Serie D utilizzato dal 2017 al 2020 e dal 2025
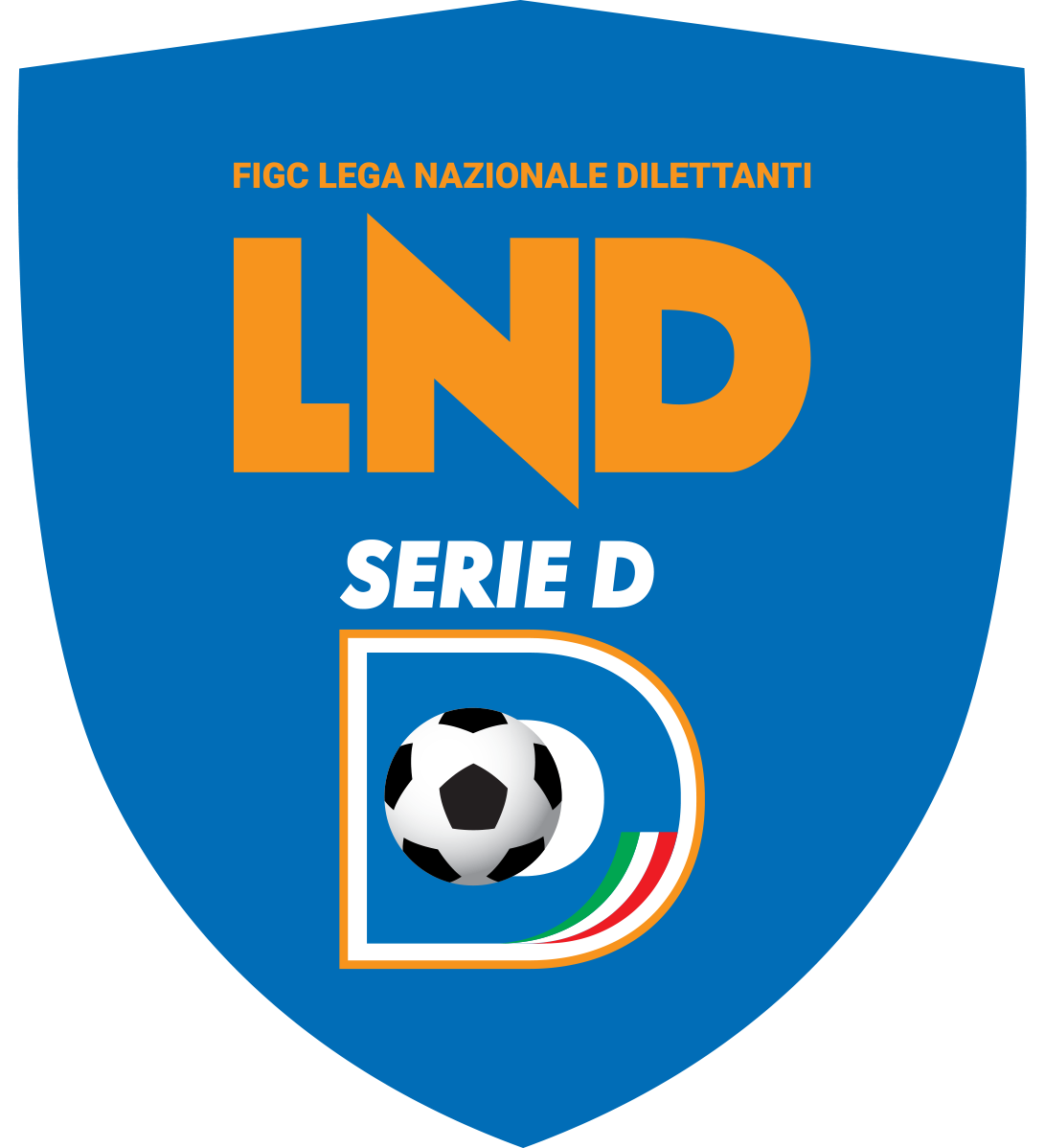
Logo della Serie D in uso dal 2020 al 2025